# 홀슈타인

홀슈타인의 문장

홀슈타인(독일어: Holstein)은 현재 독일의 슐레스비히홀슈타인주 남부를 가리키는 역사적 지명이다.
1111년, 신성 로마 제국 주로 창설되었다. 1474년, 공국으로 승격했으며 ,공작위는 덴마크 국왕이 겸하게 되었다. 이는 독일의 30년 전쟁 시기에 덴마크 국왕 크리스티안 4세가 개입하는 명분이 되었다.
나폴레옹 전쟁 결과, 신성 로마 제국이 해체되고 빈 회의에서 독일 연방이 창설되었으나, 홀슈타인 지위는 아무런 변동 없이 그대로 독일 연방에 속하게 되었으며, 덴마크 국왕은 네덜란드 국왕, 영국 국왕과 함께 외국 국왕임에도 홀슈타인 공국의 공작, 즉 독일 연방 가맹국 수장으로서 이중적인 지위를 가지면서 독일 연방 의회에서 표결권을 행사할 수 있게 되었다.
1848년, 독일 연방이 혼란에 빠지면서 기능이 정지되자, 덴마크는 단지 덴마크 국왕과 인적으로 결합되어 있을 뿐, 덴마크 국토는 아닌 슐레스비히와 홀슈타인을 차체에 덴마크에 완전히 병합하기 위한 시도에 착수했다. 제1차 슐레스비히 전쟁 결과는 1852년 런던 의정서였다. 의정서는 슐레스비히와 홀슈타인 두 공국이 여전히 덴마크 국왕과 군신 관계를 유지하되 덴마크와 두 공국은 헌법적·국제법적 분리 상태를 유지하도록 규정하고 있었다. 두 공국을 덴마크 영토로 편입해야 한다는 강경한 입장(아이더 강령)을 내걸고 전쟁에 임했던 덴마크의 국민자유당 내각은 붕괴되었다. 이후 두 공국의 법적 지위를 두고 애매한 상황은 지속되었다.
1857년, 덴마크에서 국민자유당이 재집권함에 따라 민족주의적 요구가 점증되어 정치권을 압박했다. 1863년, 덴마크 국왕 크리스티안 9세는 내각 강권과 국민의 여론에 마지못해 11월 헌법안을 수용했다. 이 헌법은 슐레스비히와 홀슈타인, 두 공국을 덴마크의 영토로 규정하고 있었다.
같은 해에 일어난 폴란드 왕국의 반란으로 독일 연방의 핵심을 이루는 두 강대국, 오스트리아 제국과 프로이센 왕국이 실제로 무력 대응하지 못하리라고 생각한 국민자유당 내각의 예상은 빗나갔다. 프로이센의 재상 오토 폰 비스마르크는 신속한 대응에 착수했다. 국민자유당은 영국의 원조를 기대했으나, 영국의 파머스턴 수상이 이 사태를 매우 심각하게 바라보았음에도 불구하고 영국은 직접 대륙에 병력을 파병하여 두 독일 연방의 강대국들과 싸울 생각까지는 없었다. 덴마크는 제2차 슐레스비히 전쟁에서 패전했으며, 홀슈타인은 가슈타인 협정의 결과 잠시 오스트리아로 넘어갔다가 1866년, 프로이센-오스트리아 전쟁의 결과 다시 프로이센으로 넘어가 결국 프로이센의 슐레스비히홀슈타인 주로 편입되었다.

## 같이 보기
- 슐레스비히
- 슐레스비히홀슈타인주